# A Man Called Peter
A Man Called Peter (Brasil: Para Todo o Sempre ) é um filme norte-americano de 1955, do gênero drama, dirigido por Henry Koster  e estrelado por Richard Todd e Jean Peters.

## Notas sobre a produção

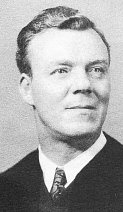
O Peter Marshall da vida real.